# Castelo de Vide
Castelo de Vide – miejscowość w Portugalii, leżąca w dystrykcie Portalegre, w regionie Alentejo w podregionie Alto Alentejo. Miejscowość jest siedzibą gminy o tej samej nazwie.

## Demografia
| Liczba ludności gminy Castelo de Vide (1801–2011) | Liczba ludności gminy Castelo de Vide (1801–2011) | Liczba ludności gminy Castelo de Vide (1801–2011) | Liczba ludności gminy Castelo de Vide (1801–2011) | Liczba ludności gminy Castelo de Vide (1801–2011) | Liczba ludności gminy Castelo de Vide (1801–2011) | Liczba ludności gminy Castelo de Vide (1801–2011) | Liczba ludności gminy Castelo de Vide (1801–2011) | Liczba ludności gminy Castelo de Vide (1801–2011) | Liczba ludności gminy Castelo de Vide (1801–2011) |
| ------------------------------------------------- | ------------------------------------------------- | ------------------------------------------------- | ------------------------------------------------- | ------------------------------------------------- | ------------------------------------------------- | ------------------------------------------------- | ------------------------------------------------- | ------------------------------------------------- | ------------------------------------------------- |
| 1801                                              | 1849                                              | 1900                                              | 1930                                              | 1960                                              | 1981                                              | 1991                                              | 2001                                              | 2004                                              | 2011                                              |
| 7 006                                             | 6 031                                             | 6 614                                             | 6 837                                             | 6 538                                             | 4 187                                             | 4 145                                             | 3 872                                             | 3 780                                             | 3 407                                             |

## Sołectwa
Sołectwa gminy Castelo de Vide
- Nossa Senhora da Graça de Póvoa e Meadas - 606 osób
- Santa Maria da Devesa - 1578 osób
- Santiago Maior - 358 osób
- São João Baptista - 865 osób